# Aluminiumtriformiat
Aluminiumtriformiat ist eine chemische Verbindung des Aluminiums aus der Gruppe der Carbonsäuresalze mit der Konstitutionsformel Al(HCOO)3 und eines der Aluminiumformiate.

## Gewinnung und Darstellung
Aluminiumtriformiat kann durch Reaktion von Aluminiumhydroxid mit Ameisensäure oder durch Reaktion von Bariumformiat mit Aluminiumsulfat gewonnen werden.

## Eigenschaften
Aluminiumtriformiat ist ein weißer geruchloser Feststoff, der leicht löslich in Wasser ist. Er zersetzt sich bei Erhitzung über 325 °C.

## Verwendung
Aluminiumtriformiat wird als Hilfsmittel zur Papierherstellung, als Beize in der Textilindustrie und als Adstringens in der Kosmetik verwendet. Aluminiumtriformiat ist ein ausgezeichnetes Adsorbens für Kohlenstoffdioxid (CO2). Eine potenzielle Anwendung ist die Abscheidung von CO2 aus Rauchgasen konventioneller Kraftwerke, die mit fossilen Brennstoffen betrieben werden. Ausgenutzt wird hierbei, dass Aluminiumtriformiat eine, vergleichsweise einfach aufgebaute, Metallorganische Gerüstverbindung ist.